# Kljutschewski (Transbaikalien)
Kljutschewski (russisch Ключе́вский) ist eine Siedlung städtischen Typs in der Region Transbaikalien in Russland mit 1356 Einwohnern (Stand 14. Oktober 2010).

## Geographie
Der Ort liegt gut 430 km Luftlinie ostnordöstlich der Regionshauptstadt Tschita am westlichen Ende des Amasargebirges, südwestlich des gut 1300 m hohen Sobatschkinkammes (Sobatschkin chrebet). Er befindet sich am Flüsschen Kljutschi, das über die Scheltuga zur 25 km südöstlich verlaufenden Schilka abfließt.
Kljutschewski gehört zum Rajon Mogotschinski und befindet sich gut 30 km südwestlich von dessen Verwaltungszentrum Mogotscha. Es ist Sitz und einzige Ortschaft der Stadtgemeinde Kljutschewskoje gorodskoje posselenije.

## Geschichte
Die Siedlung entstand um 1901 im Zusammenhang mit dem beginnenden Abbau des Goldvorkommens Kljutschi. Die 1910 eingestellte Produktion wurde 1936 wieder aufgenommen und erweitert. Seit 1950 besitzt Kljutschewski, dessen Name von denen des Flüsschens und der Lagerstätte abgeleitet ist, den Status einer Siedlung städtischen Typs.
Ab den 1960er-Jahren wurde mit Hilfe zweier Goldbagger auch Gold aus Seifen in den Tälern der Scheltuga und ihrer Nebenflüsse Dawenda und Kudetscha im Gebiet südwestlich von Kljutschewski gefördert. In den 1990er-Jahren war der gesamte Bergbaubetrieb zeitweise eingestellt, was mit zum starken Bevölkerungsrückgang in dieser Zeit beitrug.

### Bevölkerungsentwicklung
| Jahr | Einwohner |
| ---- | --------- |
| 1959 | 3812      |
| 1970 | 2798      |
| 1979 | 2726      |
| 1989 | 2839      |
| 2002 | 1694      |
| 2010 | 1356      |

Anmerkung: Volkszählungsdaten

## Verkehr
Kljutschewski wird östlich und südlich einige Kilometer entfernt von der Fernstraße R297 Amur (bis 2017 auch M58) umgangen, die Tschita mit Chabarowsk verbindet und Teil der transkontinentalen Straßenverbindung ist. Nach Nordwesten verläuft eine Lokalstraße in die 9 km entfernte Nachbarsiedlung Dawenda und weiter über den Sobatschkinkamm zur 30 km entfernten Station Kisly Kljutsch an der Transsibirischen Eisenbahn.